# Distretto di Volnovacha
Il distretto di Volnovacha (in ucraino Волноваський район?, Volnovas'kij rajon) è un distretto nell'oblast' di Donec'k in Ucraina. Il suo centro amministrativo è la città di Volnovacha. Ha una popolazione di 139 014 abitanti.
Il 18 luglio 2020, come parte della riforma amministrativa dell'Ucraina, il numero di distretti dell'oblast' di Donec'k è stato ridotto a otto e l'area del distretto di Volnovacha è stata notevolmente ampliata.